# 타카세 아키미츠
타카세 아키미츠(일본어: 高瀬 右光, 1970년 9월 1일 ~ )는 일본의 남자성우다.

## 출연 작품

### 애니메이션
- 슈퍼갤즈 (아카기 코이치, 미타니 츠카사)
- 머더 프린세스 (피트 암스트롱)
- 강철의 연금술사 (크레이)
- 샤먼킹 (마르코)
- 나루토 (카이자, 아카보시)
- 히트 가이 J (헐크 데이비슨)
- 프레시 프리큐어! (모모조노 케이타로)
- 골판지 전사 (키타지마 지로, 카노우 기이이치)
- 벨제바브 (아이자와 쇼지, 키리야 레이지)
- 신 복두의 권 (토비)
- 블루 드래곤 (메카 장군 자보)
- 짱구는 못말려 극장판: 신혼여행 허리케인 ~사라진 아빠~ (라이더스)